# Jan Jiří I. Anhaltsko-Desavský
Jan Jiří I. Anhaltsko-Desavský (9. května 1567, Harzgerode – 24. května 1618, Dessau) byl německý šlechtic z rodu askánců, mezi lety 1586–1603 společně se svými bratry anhaltský kníže, od roku 1603 až do své smrti pak kníže Anhaltsko-desavský. Jan Jiří byl velice inteligentní, byl znalý v astrologii a alchymii a pozoruhodná je především jeho sbírka čítající přes tři tisíce knih.

## Život

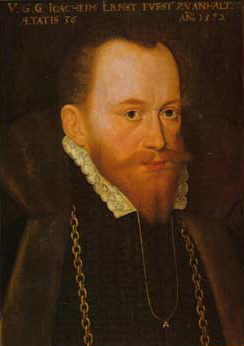
Otec Jana Jiřího: Jáchym Arnošt

Jan Jiří Anhaltsko-Desavský se narodil 9. května 1567 v Harzgerode do rodiny Jáchyma Arnošta a jeho první manželky Anežky. Byl první ze dvou synů (druhým byl Kristián), které Jáchym a Anežka měli, avšak když jeho matka roku 1569 zemřela, Jáchym neváhal dlouho a za dva roky se konala další svatba, tentokrát s württemberskou šlechtičnou Eleonorou. S tou měl Jáchym několik dalších synů, avšak dospělosti se dožili pouze tři: August, Rudolf a Ludvík.
Roku 1570, když byly Janu Jiřímu tři roky, zemřel jeho poslední strýc Bernard VII., a to a bez dědice. Díky jeho smrti se poprvé od roku 1252 znovu sjednotilo celé Anhaltsko a vládl mu Janův otec Jáchym Arnošt. O šestnáct let později, roku 1586, ale Jáchym Arnošt zemřel a Anhaltsko přenechal svým synům. Krom Jana Jiřího a Kristiána ale byli všichni nezletilí, hlavním správcem knížectví se tak stal Jan Jiří.
22. února 1588 si v Hederslebenu Jan Jiří vzal Dorotu (1561–1594), dceru Jana Albrechta VI., hraběte z Mansfeldu-Arnsteinu. Pár měl pět dětí. když roku 1594 Dorota zemřela, Jan Jiří již začal smlouvat další sňatek a o rok později si 21. února bral německou šlechtičnu, taktéž Dorotu, dceru Jana Kazimíra Falcko-Simmernského (třetí syn falckého kurfiřta Fridricha III.). Z druhého manželství vzešlo jedenáct dětí.
Roku 1603 byla sepsána smlouva mezi Janem Jiřím a jeho čtyřmi bratry, která opět rozdělila celé Anhaltsko (sjednotit se ho znovu povedlo až Leopoldu IV. z rodu Anhaltsko-desavských roku 1835) na několik částí. Nicméně, ještě další tři roky vládl Jan Jiří celému Anhaltsku a poté si každý z bratrů převzal svoji zemi, sám Jan Jiří získal Anhaltsko-Desavsko s původně hlavním městem Anhaltska, Desavou. Jako panovník svého knížectví usiloval o zrušení tradičních zvyků a liturgie římsko-katolické církve.
24. srpna 1617 založil Jan Jiří společně s nevlastním bratrem Ludvíkem spolek Fruchtbringende Gesellschaft. Stalo se tak na pohřbu jeho mladší sestry Doroty Marie. Později měl tento spolek až 890 členů a stal se tak největší německou jazykovou akademií.
Jan Jiří I. Anhaltsko-Desavský zemřel 24. května 1618 ve věku jednapadesáti let. Jeho nástupcem se stal prvorozený syn z druhého manželství: Jan Kazimír.

## Potomci
S Dorotou z Mansfeldu-Arnsteinu (23. 3. 1561 – 23. 2. 1594):
- 1. Žofie Alžběta (10. 2. 1589 Dessau – 9. 2. 1622 Lehnice)[2][3]
⚭ 1614 Jiří Rudolf Lehnický (1. 2. 1595 Oława – 24. 1. 1653 Vratislav), kníže lehnický, volovský a goldberský, vrchní slezský hejtman[4][5]
- 2. Anna Magdalena (29. 3. 1590 Dessau – 24. 10. 1626 Eschwege)[6][7][8]
⚭ 1617 Ota Hesensko-Kasselský (24. 12. 1594 Kassel – 7. 8. 1617 Bad Hersfeld)[9][10][11]
- 3. Anna Marie (4. 5. 1591 Dessau – 7. 7. 1637 tamtéž)[12]
- 4. Jáchym Arnošt (18. 7. 1592 Dessau – 28. 5. 1615 tamtéž), svobodný a bezdětný[13]
- 5. Kristián (23. 2. 1594 Dessau – 13. 4. 1594 tamtéž)[14]

S Dorotou Falcko-Simmernskou:
- 1. Jan Kazimír (17. 12. 1596 Dessau – 15. 9. 1660 tamtéž), kníže anhaltsko-desavský od roku 1618 až do své smrti[15][16][17]
I. ⚭ 1623 Anežka Hesensko-Kasselská (14. 5. 1606 Kassel – 28. 5. 1650 Dessau)[18][19][20]
II. ⚭ 1651 Žofie Markéta Anhaltsko-Bernburská (16. 9. 1615 Amberg – 27. 12. 1673 Dessau)[21][22]
- 2. Anna Alžběta (5. 4. 1598 Dessau – 20. 4. 1660 Tecklenburg)[23]
⚭ 1617 Vilém Jindřich z Bentheimu-Steinfurtu (4. 2. 1584 Bad Bentheim – 6. 10. 1632 Steinfurt)[24][25]
- 3. Fridrich Mořic (18. 2. 1600 Dessau – 25. 8. 1610 Lyon)[26][27]
- 4. Eleonora Dorota (16. 2. 1602 Dessau – 26. 12. 1664 Výmar)[28][29][30]
⚭ 1625 Vilém Sasko-Výmarský (11. 4. 1598 Altenburg – 17. 5. 1662 Výmar), vévoda sasko-výmarský od roku 1620 až do své smrti[31][32][33]
- 5. Sibyla Kristýna (11. 7. 1603 Dessau – 21. 2. 1686 Hanau)[34][35][36]
⚭ 1627 Filip Mořic z Hanau-Münzenbergu (25. 8. 1605 – 3. 8. 1638 Hanau), hrabě z Hanau-Münzenbergu od roku 1612 až do své smrti[37][38]
⚭ 1647 Fridrich Kazimír z Hanau-Lichtenbergu (4. 8. 1623 Bouxwiller – 30. 3. 1685 Hanau), hrabě z Hanau-Lichtenbergu (1641–1685) a hrabě z Hanau-Münzenbergu (1642–1685)[39][40]
- 6. Jindřich Waldemar (7. 11. 1604 Dessau – 25. 9. 1606 tamtéž)[41]
- 7. Jiří Aribert (3. 6. 1606 Dessau – 14. 11. 1643 Wörlitz)[42]
⚭ 1637 Johana Alžběta von Krosigk († po 1686), morganatické manželství[43]
- 8. Kunhuta Juliana (17. 2. 1608 Dessau – 26. 9. 1683 Rotenburg an der Fulda)[44][45][46]
⚭ 1642 Heřman IV. Hesensko-Rotenburský (15. 8. 1607 Kassel – 25. 3. 1658 Rotenburg an der Fulda), lankrabě hesensko-rotenburský od roku 1627 až do své smrti[47][48]
- 9. Zuzana Markéta (23. 8. 1610 Dessau – 13. 10. 1663 Babenhausen)[49][50]
⚭ 1651 Jan Filip z Hanau-Lichtenbergu (13. 1. 1626 Bouxwiller – 18. 12. 1669 Babenhausen)[51][52]
- Jana Dorota (24. 3. 1612 Dessau – 26. 4. 1695 Tecklenburg)[53][54]
⚭ 1636 Mořic z Bentheimu-Tecklenburgu (31. 5. 1615 Rheda-Wiedenbrück – 25. 2. 1674 Tecklenburg), hrabě z Tecklenburgu[55]
- Eva Kateřina (11. 9. 1613 Dessau – 15. 12. 1679 tamtéž), svobodná a bezdětná[56]

## Vývod z předků
|                                |                                           |  |                                |                                        |  |  |  |  |  |  |  | Jiří I. Anhaltsko-Desavský |
|                                |                                           |  |                                |                                        |  |  |  |  |  |  |  |                            |
|                                | Arnošt z Anhaltu                          |  |                                |                                        |  |  |  |  |  |  |  |                            |
|                                |                                           |  |                                |                                        |  |  |  |  |  |  |  |                            |
|                                |                                           |  |                                | Anna Lindavsko-Ruppinská               |  |  |  |  |  |  |  |                            |
|                                |                                           |  |                                |                                        |  |  |  |  |  |  |  |                            |
|                                | Jan IV. Anhaltsko-Zerbstský               |  |                                |                                        |  |  |  |  |  |  |  |                            |
|                                |                                           |  |                                |                                        |  |  |  |  |  |  |  |                            |
|                                |                                           |  |                                | Jindřich I. starší z Minsterberka      |  |  |  |  |  |  |  |                            |
|                                |                                           |  |                                |                                        |  |  |  |  |  |  |  |                            |
|                                | Markéta Minsterberská                     |  |                                |                                        |  |  |  |  |  |  |  |                            |
|                                |                                           |  |                                |                                        |  |  |  |  |  |  |  |                            |
|                                |                                           |  |                                | Uršula Braniborská                     |  |  |  |  |  |  |  |                            |
|                                |                                           |  |                                |                                        |  |  |  |  |  |  |  |                            |
|                                | Jáchym Arnošt Anhaltský                   |  |                                |                                        |  |  |  |  |  |  |  |                            |
|                                |                                           |  |                                |                                        |  |  |  |  |  |  |  |                            |
|                                |                                           |  |                                | Jan Cicero Braniborský                 |  |  |  |  |  |  |  |                            |
|                                |                                           |  |                                |                                        |  |  |  |  |  |  |  |                            |
|                                | Jáchym I. Braniborský                     |  |                                |                                        |  |  |  |  |  |  |  |                            |
|                                |                                           |  |                                |                                        |  |  |  |  |  |  |  |                            |
|                                |                                           |  |                                | Markéta Saská                          |  |  |  |  |  |  |  |                            |
|                                |                                           |  |                                |                                        |  |  |  |  |  |  |  |                            |
|                                | Markéta Braniborská                       |  |                                |                                        |  |  |  |  |  |  |  |                            |
|                                |                                           |  |                                |                                        |  |  |  |  |  |  |  |                            |
|                                |                                           |  |                                | Jan I. Dánský                          |  |  |  |  |  |  |  |                            |
|                                |                                           |  |                                |                                        |  |  |  |  |  |  |  |                            |
|                                | Alžběta Dánská                            |  |                                |                                        |  |  |  |  |  |  |  |                            |
|                                |                                           |  |                                |                                        |  |  |  |  |  |  |  |                            |
|                                |                                           |  |                                | Kristina Saská                         |  |  |  |  |  |  |  |                            |
|                                |                                           |  |                                |                                        |  |  |  |  |  |  |  |                            |
| Jan Jiří I. Anhaltsko-Desavský |                                           |  |                                |                                        |  |  |  |  |  |  |  |                            |
|                                |                                           |  |                                |                                        |  |  |  |  |  |  |  |                            |
|                                |                                           |  | Gunther VI von Barby-Muhlingen |                                        |  |  |  |  |  |  |  |                            |
|                                |                                           |  |                                |                                        |  |  |  |  |  |  |  |                            |
|                                | Burchard VII Graf von Barby und Mühlingen |  |                                |                                        |  |  |  |  |  |  |  |                            |
|                                |                                           |  |                                |                                        |  |  |  |  |  |  |  |                            |
|                                |                                           |  |                                | Katharina, Gräfin von Regenstein       |  |  |  |  |  |  |  |                            |
|                                |                                           |  |                                |                                        |  |  |  |  |  |  |  |                            |
|                                | Wolfgang I. z Barby-Mühlingenu            |  |                                |                                        |  |  |  |  |  |  |  |                            |
|                                |                                           |  |                                |                                        |  |  |  |  |  |  |  |                            |
|                                |                                           |  |                                | Jindřich II. Meklenburský              |  |  |  |  |  |  |  |                            |
|                                |                                           |  |                                |                                        |  |  |  |  |  |  |  |                            |
|                                | Magdalena Meklenburská                    |  |                                |                                        |  |  |  |  |  |  |  |                            |
|                                |                                           |  |                                |                                        |  |  |  |  |  |  |  |                            |
|                                |                                           |  |                                | Markéta Brunšvicko-Lüneburská          |  |  |  |  |  |  |  |                            |
|                                |                                           |  |                                |                                        |  |  |  |  |  |  |  |                            |
|                                | Agnes of Barby-Mühlingen                  |  |                                |                                        |  |  |  |  |  |  |  |                            |
|                                |                                           |  |                                |                                        |  |  |  |  |  |  |  |                            |
|                                |                                           |  |                                | Arnošt I. z Mansfeldu                  |  |  |  |  |  |  |  |                            |
|                                |                                           |  |                                |                                        |  |  |  |  |  |  |  |                            |
|                                | Gebhard VII. z Mansfeldu-Mittelortu       |  |                                |                                        |  |  |  |  |  |  |  |                            |
|                                |                                           |  |                                |                                        |  |  |  |  |  |  |  |                            |
|                                |                                           |  |                                | Markéta z Mansfeldu                    |  |  |  |  |  |  |  |                            |
|                                |                                           |  |                                |                                        |  |  |  |  |  |  |  |                            |
|                                | Anežka z Mansfeldu                        |  |                                |                                        |  |  |  |  |  |  |  |                            |
|                                |                                           |  |                                |                                        |  |  |  |  |  |  |  |                            |
|                                |                                           |  |                                | Karl, Graf von Gleichen in Kranichfeld |  |  |  |  |  |  |  |                            |
|                                |                                           |  |                                |                                        |  |  |  |  |  |  |  |                            |
|                                | Markéta z Gleichenu                       |  |                                |                                        |  |  |  |  |  |  |  |                            |
|                                |                                           |  |                                |                                        |  |  |  |  |  |  |  |                            |
|                                |                                           |  |                                | Felizitas, Gräfin von Beichlingen      |  |  |  |  |  |  |  |                            |
|                                |                                           |  |                                |                                        |  |  |  |  |  |  |  |                            |